# Mierons
Mierons és una masia a l'oest del terme de Tavertet (Osona) inclosa a l'Inventari del Patrimoni Arquitectònic de Catalunya.

## Arquitectura
Masia que consta de diversos cossos, el principal es cobert a dues vessants amb el carener perpendicular a la façana, la qual es troba orientada a migdia. A llevant s'hi adossa un altre cos amb el carener perpendicular al principal. El mas es troba assentat damunt la roca viva, la qual es prolonga a l'era de batre de la casa. A migdia hi ha un cos de porxo, que descansen damunt pilars de pedra, la part dreta dels quals es tapiada i serveix d'habitacions. A llevant hi ha algunes finestres tapiades. A tramuntana la construcció és més baixa i ubica els corrals. És construïda amb pedra sense polir, els elements del ressalt són de pedra picada, i hi ha alguns afegitons moderns construïts en totxo.

## Història
Mas que es troba registrat en l'antic terme i Quadra del Castell de Cererols del 5 d'octubre de 1553, aleshores habitava el mas un tal Lorens Mierons. El mas fou reformat i ampliat al segle xvii per Jaume Mierons i al XVIII es degué construir el porxo. Consta d'habitatge per als amos i els masovers, aquest últim està deshabitat i unit al mas principal. Pertany a l'antiga parròquia de Sant Bartomeu de Sesgorgues, i es troba ben registrat entre els quinze masos que formaven part del seu terme al segle xiv, abans de la Pesta Negra.